# Iagodnoïe (oblast de Magadan)
Iagodnoïe (en russe : Ягодное) est une commune urbaine de l'oblast de Magadan, en Russie. La commune est le centre du raïon de Iagodnoïe. Sa population était estimée à 2 767 habitants en 2022.

## Géographie

### Situation
Iagodnoïe se situe dans la Kolyma, au nord-est de la Sibérie. Elle se situe à la confluence du ruisseau Iagodni et de la rivière Debin (ru), sur sa rive gauche. Des forêts (de mélèzes, de bouleaux et de peupliers) et des collines entourent le village. Elle se situe à 335 km au nord de Magadan, et à 5 615 km à l'est de Moscou.

### Climat
Le climat de Iagodnoïe est classifié en tant que Dfb par la classification de Köppen. L'amplitude des précipitations est de 96 mm, celle des températures est de 47,6 °C.
| Mois                              | jan.  | fév.  | mars  | avril | mai  | juin | jui. | août | sep. | oct.  | nov.  | déc.  | année  |
| --------------------------------- | ----- | ----- | ----- | ----- | ---- | ---- | ---- | ---- | ---- | ----- | ----- | ----- | ------ |
| Température minimale moyenne (°C) | −35,8 | −33,7 | −25,9 | −14,9 | −3,3 | 5,4  | 9,7  | 6,5  | −14  | −15,9 | −28,5 | −34,3 | −14,34 |
| Température moyenne (°C)          | −33,1 | −30,7 | −21,8 | −10,4 | 1,2  | 10,7 | 14,5 | 10,7 | 2,2  | −12,4 | −25,6 | −31,7 | −10,5  |
| Température maximale moyenne (°C) | −30,6 | −27,5 | −17,6 | −6,5  | 4,9  | 15   | 18,6 | 14,6 | 5,8  | −8,5  | −22,7 | −29,3 | −6,98  |
| Précipitations (mm)               | 18    | 17    | 21    | 27    | 42   | 73   | 91   | 11   | 69   | 40    | 32    | 19    | 562    |

## Étymologie
Iagodnoïe signifie en russe « baie ». Le nom s'explique car la vallée du ruisseau Yagodny regorgeait de baies lorsque les premiers travailleurs et prospecteurs arrivèrent. Le ruisseau fut appelé Yagodny (voulant aussi dire baie) avant de donner le même nom au village.

Un des prospecteurs de la route, N. Kutuzov, écrit : 

« Partout, à chaque pas, des baies et des baies... Nous avons rencontré une telle abondance de baies pour la première fois. »

## Histoire

### Période soviétique

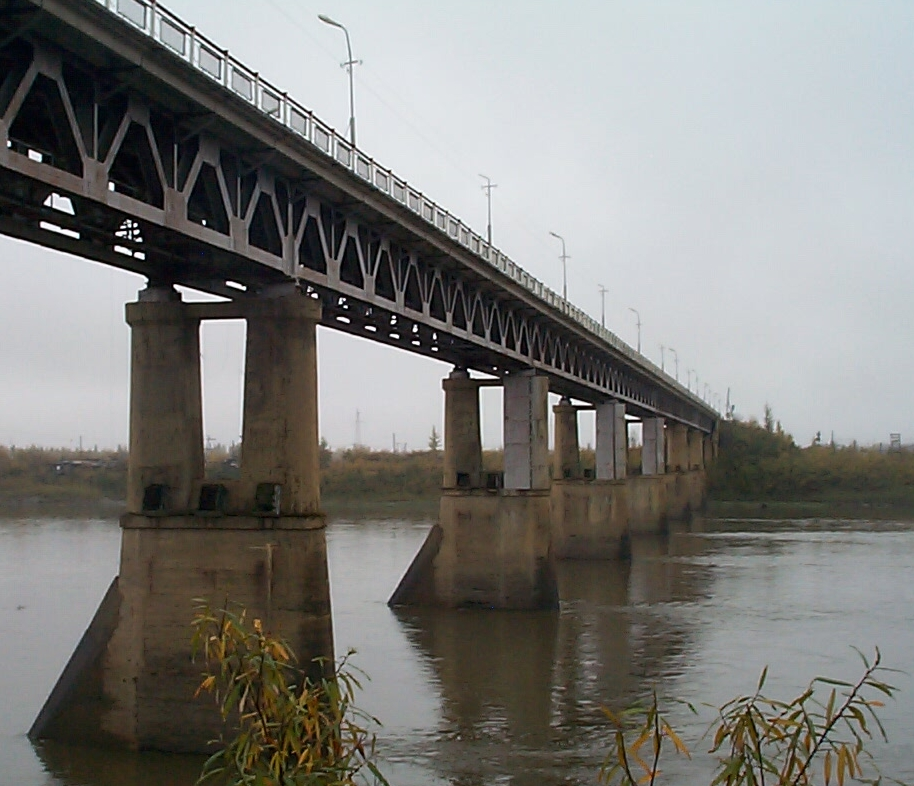
Ancien pont sur la Kolyma à Debine.

Iagodnoïe apparaît en 1934, lors de la construction de la route des os. Le site sert d'abord uniquement de chantier de construction de la route. La première rue de la colonie apparaît en 1936; Centralnaya et les premières industries et services commencent à apparaître (usine de vitamines, garage automobile, fermes).
En 1937, un pont routier sur la Kolyma (fleuve) au niveau de Debine permet de connecter la colonie à Magadan. Au nord du village, à environ 20 km, se trouvait Serpantinka, le plus grand lieu d'exécution de la Kolyma.
La première école apparaît dans les années 1940. Avec la croissance rapide de la colonie, l'administration des mines du nord (qui dirige alors la zone autour de Iagodnoïe) décide de déplacer son centre et tous ses services et divisions dans la colonie. Pendant la Seconde Guerre mondiale, les mines tournent à plein régime, en exploitant des tonnes d'or pour contribuer à la guerre.
Le village s'est fortement développé au début des années 1950, avec la construction de nombreux lieux tels qu'un hôtel (en 1952) et en 1954 une maison de la culture et une bibliothèque. Des usines agroalimentaires apparaissent (viande, produits laitiers, bières, etc.).
Le 2 décembre 1953 est formé le district urbain Iagodninski, et Iagodnoïe en devient son centre administratif.
Un atelier d'assemblage, une usine d’assemblage mécanique et une usine de matériaux de construction apparaissent à la fin des années 1960 et au début des années 1970

### Années post-soviétiques
Iagodnoïe a connu un fort déclin démographique lors de la chute de l'URSS, la population a rapidement décliné, passant de 11 000 personnes en 1989 à 5050 en 2002. Malgré le déclin, le village est un des plus peuplés de l'oblast. Iagodnoïe est mis en quarantaine du 17 mai 2020 au 4 juin 2020 lors de la pandémie de Covid-19.

## Population
Recensement ou estimations de la population.
| 1935 | 1959  | 1970  | 1979  | 1989   |
| ---- | ----- | ----- | ----- | ------ |
| 400  | 5 721 | 8 088 | 9 392 | 11 024 |

| 2002  | 2004  | 2005  | 2006  | 2007  |
| ----- | ----- | ----- | ----- | ----- |
| 5 050 | 4 800 | 4 504 | 4 244 | 4 051 |

| 2008  | 2009  | 2010  | 2012  | 2013  |
| ----- | ----- | ----- | ----- | ----- |
| 3 921 | 3 790 | 4 211 | 4 117 | 4 032 |

| 2014  | 2015  | 2016  | 2017  | 2018  |
| ----- | ----- | ----- | ----- | ----- |
| 3 912 | 3 811 | 3 656 | 3 538 | 3 351 |

| 2019  | 2020  | 2021  | 2022  | - |
| ----- | ----- | ----- | ----- | - |
| 3 241 | 3 098 | 2 948 | 2 767 | - |

## Activités économiques
L'économie locale est principalement centrée sur l'exploitation des ressources. Il existe plusieurs entreprises d'exploitations aurifères ainsi qu'une entreprise forestière. Il y a aussi une usine de produit laitiers et usine de viande.

## Transports
La ville est reliée à Magadan en 1h30 par avion depuis février 2021, après 10 ans de suspension de service. Elle est par ailleurs reliée au reste du pays par la route fédérale R504 Kolyma, route reliant Nijni Bestiakh (en Iakoutie, juste à côté de Iakoutsk), à Magadan, capitale de l'oblast. La ville est située à 531 km de Magadan par la route.

## Culture locale et patrimoine

### Édifices culturels
Le musée « Mémoire de la Kolyma », alors nommée à ce moment-là « Musée de la mémoire des victimes de la répression politique » est fondé en 1989 dans un appartement par Ivan Panikarov, journaliste et ethnographe. Avec l'acquistion de nouveaux objets, le musée déménage dans un nouvel endroit, et il est inauguré 30 octobre 1994. Le musée expose plus de 300 objets sur les goulags et la vie à l'intérieur des camps de la région, tel que des journaux et peintures de prisonniers, leurs effets personnels, des outils ou bien encore des lettres écrites par les prisonniers en captivité. Il contient aussi plus de 4000 photographies,.
Une église orthodoxe existe dans le village.
Une maison de la culture existe aussi avec un auditorium.

### Personnalités nées à Iagodnoïe
- Igor Yakovlevich Vysotsky (en)(1953-), champion de boxe.
- Olga Pershina (1955-), musicienne et auteure.
- Iouri Ioulianovitch Chevtchouk (1957-), musicien de rock[4].